# Бетані (Коннектикут)
Бетані (англ. Bethany) — місто (англ. town) в США, в окрузі Нью-Гейвен штату Коннектикут. Населення — 5297 осіб (2020).

## Демографія
Згідно з переписом 2010 року, у місті мешкали 5563 особи в 1971 домогосподарстві у складі 1611 родини. Було 2044 помешкання
Расовий склад населення:
| - 91,6 % — білих - 4,8 % — азіатів - 1,9 % — чорних або афроамериканців - 0,1 % — корінних американців |

До двох чи більше рас належало 1,1 %. Частка іспаномовних становила 2,5 % від усіх жителів.
За віковим діапазоном населення розподілялося таким чином: 24,2 % — особи молодші 18 років, 61,7 % — особи у віці 18—64 років, 14,1 % — особи у віці 65 років та старші. Медіана віку мешканця становила 44,9 року. На 100 осіб жіночої статі у місті припадало 101,9 чоловіків;  на 100 жінок у віці від 18 років та старших — 98,0 чоловіків також старших 18 років.
Середній дохід на одне домашнє господарство  становив 138 378 доларів США (медіана — 109 844), а середній дохід на одну сім'ю — 149 427 доларів (медіана — 127 656). Медіана доходів становила 82 292 долари для чоловіків та 77 092 долари для жінок. За межею бідності перебувало 3,0 % осіб, у тому числі 2,9 % дітей у віці до 18 років та 3,8 % осіб у віці 65 років та старших.
Цивільне працевлаштоване населення становило 2939 осіб. Основні галузі зайнятості: освіта, охорона здоров'я та соціальна допомога — 34,1 %, виробництво — 13,8 %, науковці, спеціалісти, менеджери — 13,7 %.